# 阮光纘
阮光纘（越南语：／，1781年—1802年），別名阮札，史稱景盛皇帝（越南语：／），越南西山朝的末代皇帝。1792年至1802年在位。1802年，西山朝被阮朝推翻，阮光纘被捕處死。

## 生平

### 初期
阮光纘是光中帝阮惠的嫡長子，根據《大南正編列傳初集·偽西列傳》的記載，阮光纘為正宮皇后范氏蓮所生。1789年，阮惠被清朝冊封為安南國王時，清朝誤以為居於昇龍（今河內市）的北河節制阮光垂是阮惠的長子，冊封阮光垂為安南王世子。次年，阮惠派范公治出使清朝，清廷始知阮光垂是庶子，阮光纘才是嫡長子，因此改封阮光纘為安南王世子。阮惠也正式冊立阮光纘為皇太子。

### 大越之末帝
1792年，阮惠逝世，遺命由阮光纘繼位，讓陳文紀、陳光耀輔政。阮光纘登基稱帝，改元景盛，當時年僅十歲。阮光纘遣吳時任前往清朝請求冊封，清朝派遣廣西按察使成林冊封其為安南國王。以阮光垂鎮守北河、阮光盤鎮守清化，黎忠鎮守乂安，由太師裴得宣、太尉范公興、中書令陳文紀、太子少保陳光耀、大司寇武文勇、上將軍阮文訓、工部尚書阮文名、大司馬吳文楚等並執朝政。
阮光纘繼位後廢除了阮惠的信牌制度，停止搜捕沒有佩戴信牌的漏民。阮光纘年幼徒事嬉遊，政權由太師裴得宣把持。裴得宣恣行威福，遭致眾多文臣武將的不滿。陳文紀被罷官外放為渼川驛（一作黃江驛、漢江驛）驛丞，武文勇出鎮守北河，范公興、阮文訓、阮文名等也都不得志。
1792年，舊阮君主阮福映率軍包圍了歸仁，歸仁朝廷的君主阮岳遣人向阮光纘求救。阮光纘派遣范公興、阮文訓、黎忠、吳文楚率步兵一萬七千人、戰象八十匹自陸路前去支援，又派鄧文真率水軍分乘三十餘艘戰船入援歸仁。阮福映見勢強大，率兵撤回延慶府（今慶和省延慶縣），輾轉回到嘉定（今胡志明市）。范公興等在擊退舊阮之後率軍進入歸仁，封鎖了所有府庫。阮岳氣憤而死，其子阮文寶被阮光纘封為孝公，號稱小朝，食邑一邑，並派裴得宙、阮文訓監視其舉動。
自阮光纘兼併歸仁之地後，西山朝對舊阮採取主動攻勢。1794年，阮光纘派護駕將軍阮文訓、點檢陳曰結攻打延慶城，又襲擊富安府。當時延慶城由舊阮太子阮福景以及百多祿、范文仁、宋福溪、阮文誠鎮守，舊阮軍隊奮力將其擊退。但陳光耀、阮文賜再度將延慶包圍，雙方相持數月之久。
翌年，西山朝發生內亂。太師裴得宣削去武文勇的兵權，遣吳文楚前去北河接替，並召武文勇回富春（今順化）。武文勇回京途中，恰巧在渼川驛住宿，遇上了陳文紀。在陳文紀的煽動下，武文勇決定發動政變。武文勇到達富春之後，與范公興、阮文訓合謀，以祭旗為名包圍裴得宣的府邸。裴得宣當時有事宿於宮中，於是武文勇等人包圍了皇宮，迫使阮光纘交出裴得宣。一方面派人矯詔前往北河，使阮光垂將吳文楚執送富春；另一方面派阮文訓前往歸仁，逮捕了裴得宣之子裴得宙。武文勇聲稱他們謀反，全部溺殺於香江。阮光纘不能制，唯有垂泣而已。

### 西山衰微
正在圍攻延慶的陳光耀回軍富春，與武文勇、阮文賜對峙。武文勇認為陳光耀是裴得宣的姻親，害怕發生變亂，委託范公興前去調停；阮光纘也派人調停，雙方方才和解。范公興不久病死，自此阮光纘開始親政，以陳光耀為少傅、阮文訓為少保、武文勇為大司徒、阮文名（一作阮文賜）為大司馬，人稱四柱大臣。阮文訓辭去歸仁鎮守之職，以黎忠代之。不久陳光耀因譖言而被阮光纘奪去兵權。陳光耀心懷疑懼，自此稱病不上朝。
經過這次內亂，西山朝元氣大傷。1797年，舊阮趁機北伐，阮福映御駕親征攻打歸仁城，但久攻不下，因此轉而攻打廣南府沱㶞港（今峴港市）。阮文訓、陳光耀率軍擊退了舊阮軍。

### 孝公的背叛
1798年，歸仁城的孝公阮文寶獻城於舊阮，阮福映派阮文誠前去接應，但舊阮兵未至，阮光纘即派大總管黎文清攻破歸仁，擒殺阮文寶。這就是歷史上的「小朝之變」。阮光纘留黎文清守歸仁。太府黎文應認為黎忠該為此負責，因此阮光纘召黎忠回朝殺之。又聽信刑部尚書胡公曜的譖言，殺少保阮文訓。至此西山朝諸將人人自危，離心離德。

### 阮福映的攻擊
1799年，阮福映再次進攻歸仁。阮光纘派陳光耀、武文勇前去救援，但武文勇在廣義遭舊阮阮文誠部的襲擊，大敗而歸。陳光耀隱匿了其戰敗的消息，此後陳光耀與武文勇成為生死之交。黎文清久等不到援軍，在彈盡糧絕的狀態下，不得不獻城投降。阮福映改歸仁城為平定城，留武性、吳從周守城。阮光纘得知歸仁失守的消息後親自率軍前來救援，駐兵於茶曲（地屬廣義）；但因當時逆風水戰不便，便採納陳曰結的建議率軍班師，留阮文甲守茶曲，陳光耀、武文勇守廣南。而在朝中，陳曰結、陳文紀、胡公曜一直很厭惡陳光耀，此時以歸仁失守、救援無功為罪名，矯詔令武文勇誅殺陳光耀。武文勇將詔書拿給陳光耀看，陳光耀遂率軍回京，陳兵於香江南岸，聲言要清君側。阮光纘不得已，把罪責完全推在胡公曜一人身上，將其執送陳光耀軍中，陳光耀方才入城覲見。阮光纘以好言撫慰之，陳光耀痛哭拜謝，自請與武文勇一起收復歸仁城，阮光纘准奏。

### 首都失守
陳光耀、武文勇率軍迅速佔領了包括施耐港在內的歸仁城堡附近的城鎮並以圍而不攻的策略，試圖迫使歸仁城投降。1801年，阮福映率軍北上支援，雖然佔領了歸仁的門戶施耐港，大破武文勇部，又破廣南、廣義之地，但始終衝破西山軍對歸仁的包圍圈，因此遣人密令武性、吳從周棄城逃出。但武性拒絕了，聲稱西山軍的主力全在歸仁城，建議阮福映放棄支援，攻取西山朝的都城富春。阮福映最終採納了武性的建議，留阮文誠與陳光耀對抗，自己則率大軍攻打富春。
而當時西山朝的政局動盪不安，政變頻繁，導致百姓的不滿。與之相對地，阮福映則在南方勵精圖治，制定土地法律並勸課農桑。1793年，英國外交官斯當東隨馬戛爾尼使團出使清朝，途經西山朝統治下的安南。斯當東看到了一片久經戰火洗劫而民不聊生的土地，朝廷經常舉行軍事演習，百姓們饑不擇食。斯當東甚至聽說首都富春的市場上曾公開出賣人肉。相對於舊阮對西洋人的歡迎，西山朝對西洋人非常警惕。
正因為政局動盪，阮光纘的統治不得民心。每當舊阮軍隊北伐，沿途的百姓都爭相慶祝。何功泰在清化起義，潘伯奉在興化造反，北河各鎮的天主教徒們也被煽動起兵，他們都宣佈支持舊阮。阮福映又派人借道於暹羅，徵調永珍王國之兵，遣阮文瑞、劉福祥率永珍之兵攻打乂安。阮光纘不得已，派人找來名士阮浹，問以國事。阮浹認為西山朝敗局已定，無法挽回。阮光纘默然不語。阮浹又建議阮光纘退守永都（地屬乂安），還可能緩和局勢，但阮光纘猶豫不決。
阮福映攻至思容海口，阮光纘派駙馬阮文治（原名范文治）駐守龜山（今靈蔡山），豎立木柵欄對抗。黎文悅、黎質率舊阮軍大破之，阮文治逃走，在澄河被俘。阮福映攻至渜海口（順安海口），阮光纘親率西山軍抵抗，根據西方史料的記載，這是舊阮與西山朝之間爆發的最為慘烈的一戰，戰場上屍橫遍野。西山軍大敗潰散，支持西山朝的華南海盜也遭到舊阮軍隊的沉重打擊，重要海盜首領東海王莫官扶、千總梁文庚、指揮樊文才被舊阮俘虜。阮光纘率太宰阮光紹、元帥阮光卿、大司馬阮文賜等人，經洞海壘渡過江，逃往北河，印章璽綬全被舊阮軍繳獲。皇后黎氏玉評也被舊阮俘虜。
此時陳光耀、武文勇已攻破歸仁，得知富春失守，遣張福鳳、司寇定前去支援，被舊阮擊敗。
北河節制阮光垂得知阮光纘前來投奔後，將阮光纘迎至昇龍（今河內市）。阮光纘以阮光垂的府邸為宮殿，五月下旬至阮光垂府後連旬積雨，以為不祥，因之改元寶興。以吳時任為兵部尚書，阮輝瓑為吏部尚書，潘輝益為禮部尚書。此時的阮光纘試圖整頓朝政，親臨國子監監考學生，優秀者給予賞賜。八月阮光纘派阮光垂前往乂安防守。阮光纘還希望藉助清朝的力量對抗舊阮，派遣阮登為使者，前往清朝求援。但阮福映已在其之前派遣鄭懷德出使清朝，獻上繳獲的西山朝印綬，並將被俘虜的海盜首領莫官扶、梁文庚、樊文才三人移交清廷。兩廣總督吉慶將三人的供詞送呈嘉慶帝。嘉慶帝得知西山朝包庇華南海盜之事後大怒，逐出了西山朝使者，於是西山朝向清朝求援的計劃就此告吹。

### 潰敗與滅族
1802年，阮光纘命阮光垂攻打鎮寧壘（即洞海壘，在今廣平省洞海市），陳光耀之妻裴氏春率五千人自願從軍。阮光纘留阮光紹、阮光卿守昇龍，親自率三萬南下討伐舊阮，但遭阮福映大敗。阮光纘向北逃跑。阮福映趁機率水陸之兵北伐，以摧枯拉朽之勢佔領昇龍。阮光纘率阮光垂、阮光紹、阮文用、阮文賜等，渡珥河（今紅河）北逃，途經鳳眼縣時被村民逮捕。阮光垂、太后裴氏雁自殺，阮光纘及其他大臣武將都被押往昇龍。肅直營都統制阮文謙、參知阮登祐將阮光纘一行關在木籠子裡，押解至順化，並在順化遊街示眾。隨後阮光纘及阮光紹、阮光維、阮光盤等西山朝宗室被淩遲處死，五象分屍。其黨羽陳光耀、武文勇等被斬首示眾。阮福映又將阮岳、阮惠的屍體掘出搗毀，將阮岳、阮惠、阮光纘的首級關在監獄裡永遠監禁。阮福映對此行為的解釋是「朕為九世而復仇」。

## 評價
- 阮光纘的父親光中帝阮惠在臨終前認為阮光纘「資質稍高，然年尚幼」，而當時「外有嘉定國讎」，因此阮惠對西山朝的未來甚為擔憂。[6]
- 西山朝將領陳光耀認為阮光纘過於優柔寡斷，毫無君王之象：「主德不剛，大臣相殺，變之大也。內變不定，何以御人？」[6]
- 得知西山朝包庇華南海盜後，嘉慶帝在下旨中譴責阮光纘“薮奸窩盜，肆毒海洋，負恩反噬，莫此爲甚。”[7]
- 越南歷史學家陳仲金認為，阮光纘是個懦弱無能之人，而諸大臣之間互相猜忌傾軋，政治上無任何興革可言。因此百姓對西山朝十分失望。[8]
- 中國學者郭振鐸、張笑梅認為，阮光纘在位期間內訌迭起，而阮光纘不能制，這使西山朝國力日漸衰微，最終導致西山朝的覆亡。[9]